# Lambert Hillyer
Pour les articles homonymes, voir Hillyer.
Lambert Hillyer est un scénariste et réalisateur américain né à South Bend, le 8 juillet 1889 et mort à Los Angeles le 5 juillet 1969, quelques jours avant son 80e anniversaire.

## Biographie
Lambert Hillyer a dirigé plus de 160 films entre 1917 et 1949, et a écrit ou réalisé 54 films dans cette période, dont Batman et La Fille de Dracula.
Il est le fils de l'actrice Lydia Knott (1866-1955).

## Filmographie partielle

### Comme scénariste
- 1917 : The Little Brother de Charles Miller
- 1919 : The Lone Star Ranger de J. Gordon Edwards
- 1921 : Un lâche (The Man from Lost River) de Frank Lloyd

### Comme réalisateur

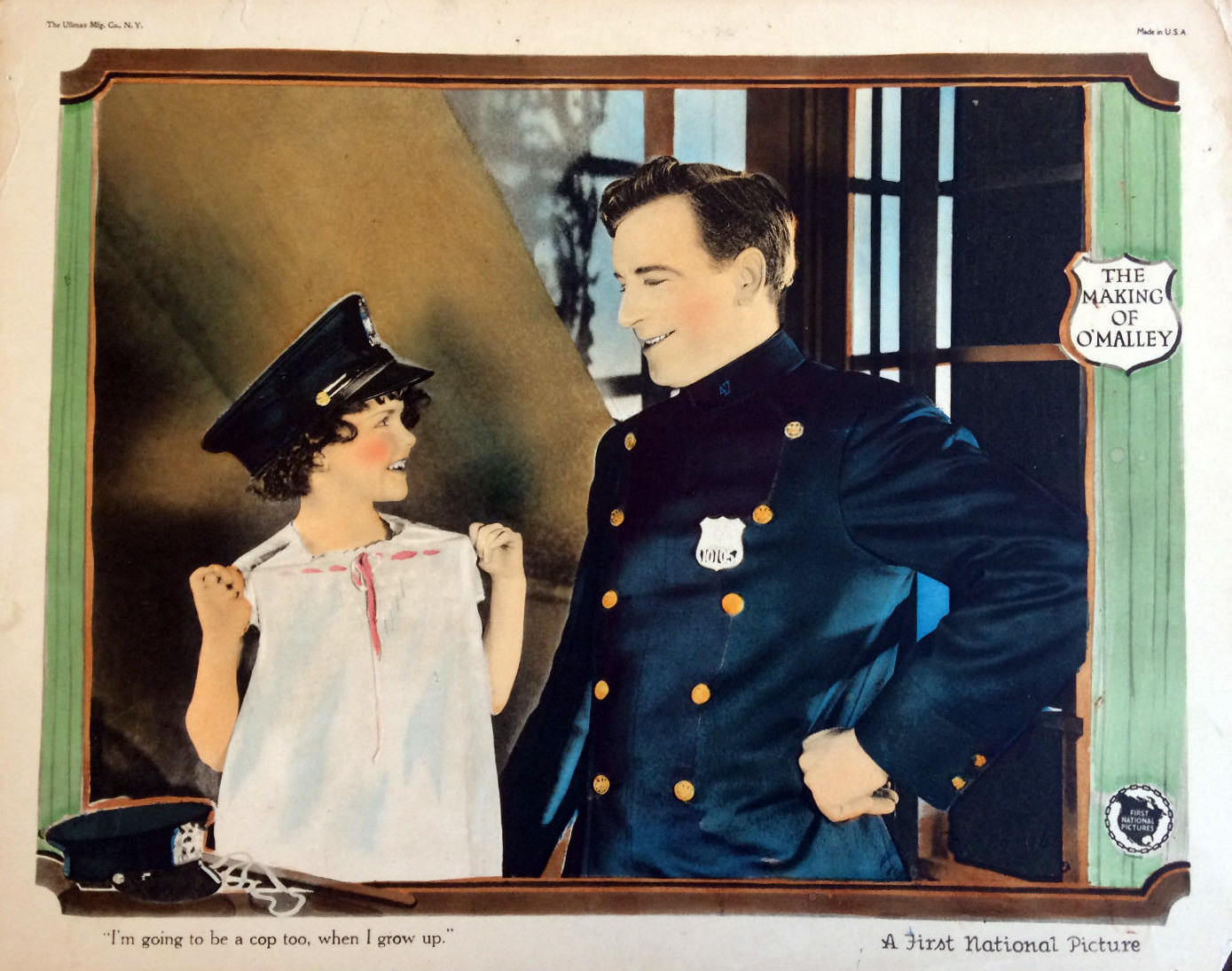
Carte promotionnelle du film The Making of O'Malley avec Milton Sills (1925).

- 1917 : La Révélation (en) (The Narrow Trail)
- 1918 : Riddle Gawne (en), coréalisé avec William S. Hart
- 1919 : Le Shérif Carmody (en) (Breed of Men)
- 1919 : Le Frère inconnu (en) avec William S. Hart
- 1919 :  La Caravane (en) (Wagon Tracks)
- 1919 : L'Enfer des villes (John Petticoats)
- 1919 : Le Gardien de nuit (The Money Corral)
- 1920 : Son dernier exploit (en) (The Toll Gate)
- 1920 : Son meilleur ami (Sand)
- 1920 : Le Prix de l'honneur (en) (The Cradle of Courage)
- 1920 : Le Jaguar de la Sierra (en) (The Testing Block)
- 1921 : L'Homme marqué (Three Word Brand)
- 1921 : Sa haine (en) (The Whistle)
- 1922 : L'Homme aux deux visages (Skin Deep)
- 1922 : The Altar Stairs
- 1922 : Sur les grands chemins (en) (Travelin' on)
- 1923 : The Lone Star Ranger (en)
- 1923 : La Terre a tremblé (The Shock)
- 1923 : La Brebis égarée (The Spoilers)
- 1924 : Barbara Frietchie
- 1924 : Les Fraudeurs (Those Who Dance)
- 1925 : Un poing d'honneur (en) (The Making of O'Malley)
- 1926 : Vagabond malgré elle (Miss Nobody)
- 1930 : Beau Bandit (en)
- 1932 : L'Aigle blanc (White Eagle)
- 1934 : Lit numéro cinq (en) (Once to Every Woman)
- 1934 : The Defense Rests
- 1934 : Les Écumeurs de la nuit (en) (Men of the Night)
- 1935 : Bas le masque (Behind the Evidence)
- 1935 : Les Hommes de l'heure (en) (Men of the Hour)
- 1935 : À toute allure (Super-Speed)
- 1936 : Le Rayon invisible (The Invisible Ray)
- 1936 : Dangerous Waters
- 1936 : La Fille de Dracula  (Dracula's Daughter)
- 1938 : Détenues (Women in Prison)
- 1941 : Hands Across the Rockies
- 1943 : Batman (The Batman ou  An Evening with Batman and Robin)
- 1945 : Beyond the Pecos
- 1948 : The Fighting Ranger (en)
- 1948 : Song of the Drifter
- 1949 : Gun Runner